# Romantica
Pour l’article homonyme, voir Sinfonía Romántica.
Chansons ayant remporté le Festival de Sanremo et chansons  représentant l'Italie au Concours Eurovision de la chanson
Piove (Ciao ciao bambina)
(1959) Al di là
(1961)

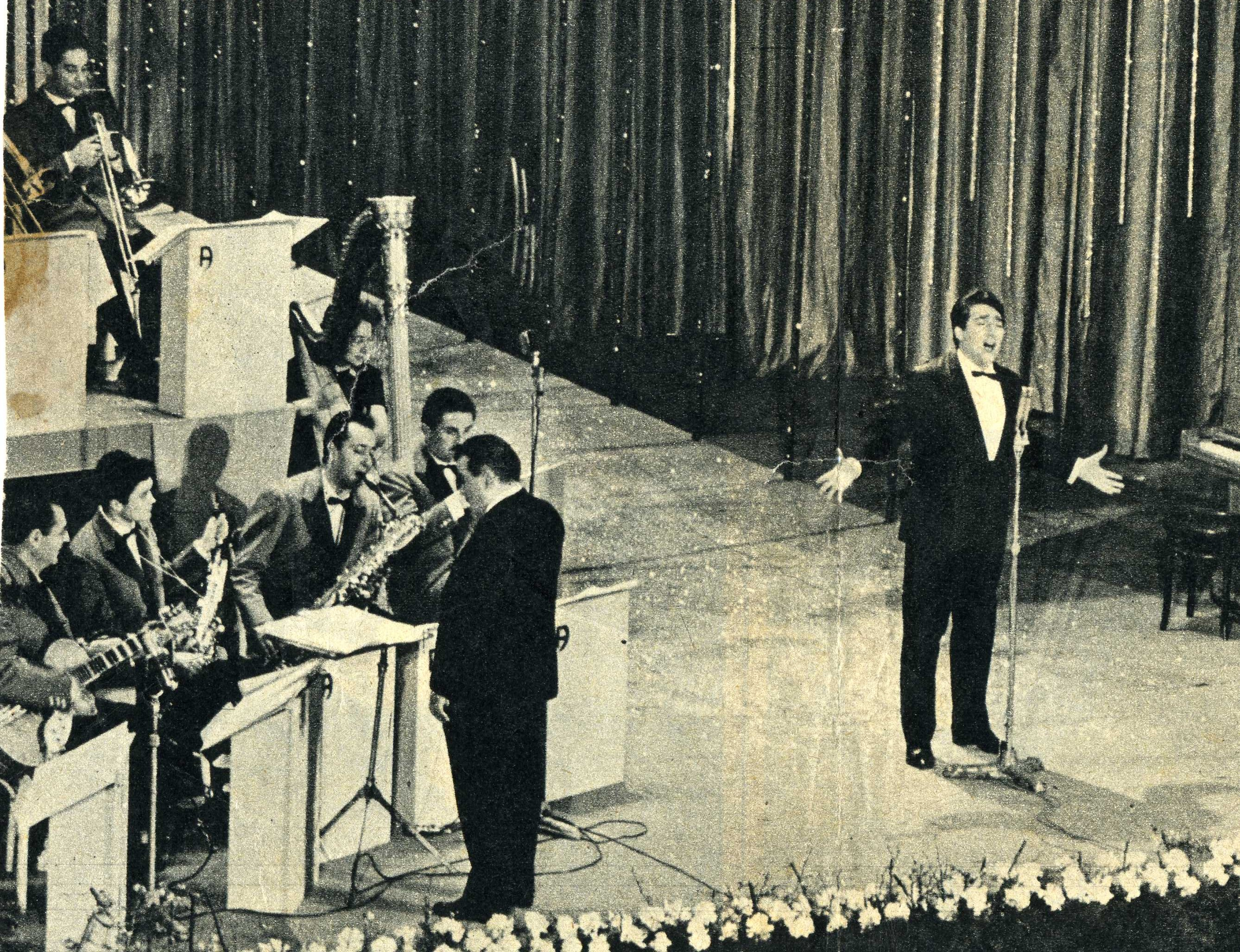
Tony Dallara chantant Romantica au Festival de San Remo 1960. Pino Rucher (premier à gauche) avec l'orchestre Angelini.

Romantica (« Romantique ») est une chanson écrite par le compositeur italien Renato Rascel avec l'auteur Dino Verde (it).
Elle a été interprétée pour la première fois lors du 10e Festival de Sanremo en janvier 1960 lorsque deux versions différentes de la chanson ont été chantées par Renato Rascel et par Tony Dallara. Renato Rascel l'a interprétée comme une ballade douce, tandis que Tony Dallara, qui a été considéré par les critiques musicaux italiens comme l'un des urlatori (« hurleurs ») — un style de musique populaire en Italie dans les années 1960 —, a donné une interprétation plus puissante de Romantica. La chanson est classée première dans la compétition.

## À l'Eurovision
La chanson a également été choisie pour représenter l'Italie au Concours Eurovision de la chanson 1960 qui se déroulait à Londres, au Royaume-Uni, où elle a été interprétée par Renato Rascel.
Elle est intégralement interprétée en italien, langue nationale, comme le veut la coutume avant 1966. L'orchestre est dirigé par Cinico Angelini.
Il s'agit de la douzième chanson interprétée lors de la soirée, après Wyn Hoop qui représentait l'Allemagne avec Bonne nuit ma chérie et avant Jacqueline Boyer qui représentait la France avec Tom Pillibi.
À l'issue du vote, elle a obtenu 5 points, se classant 8e sur 13 chansons,.

## Reprises et adaptations
Renato Rascel a également enregistrée la chanson en français.
En 1960, Dalida a repris la chanson en français sous le même titre sur son 7e album studio Les Enfants du Pirée. Sa version est restée au sommet du hit-parade français pendant cinq semaines[réf. nécessaire].

#### Classement annuel

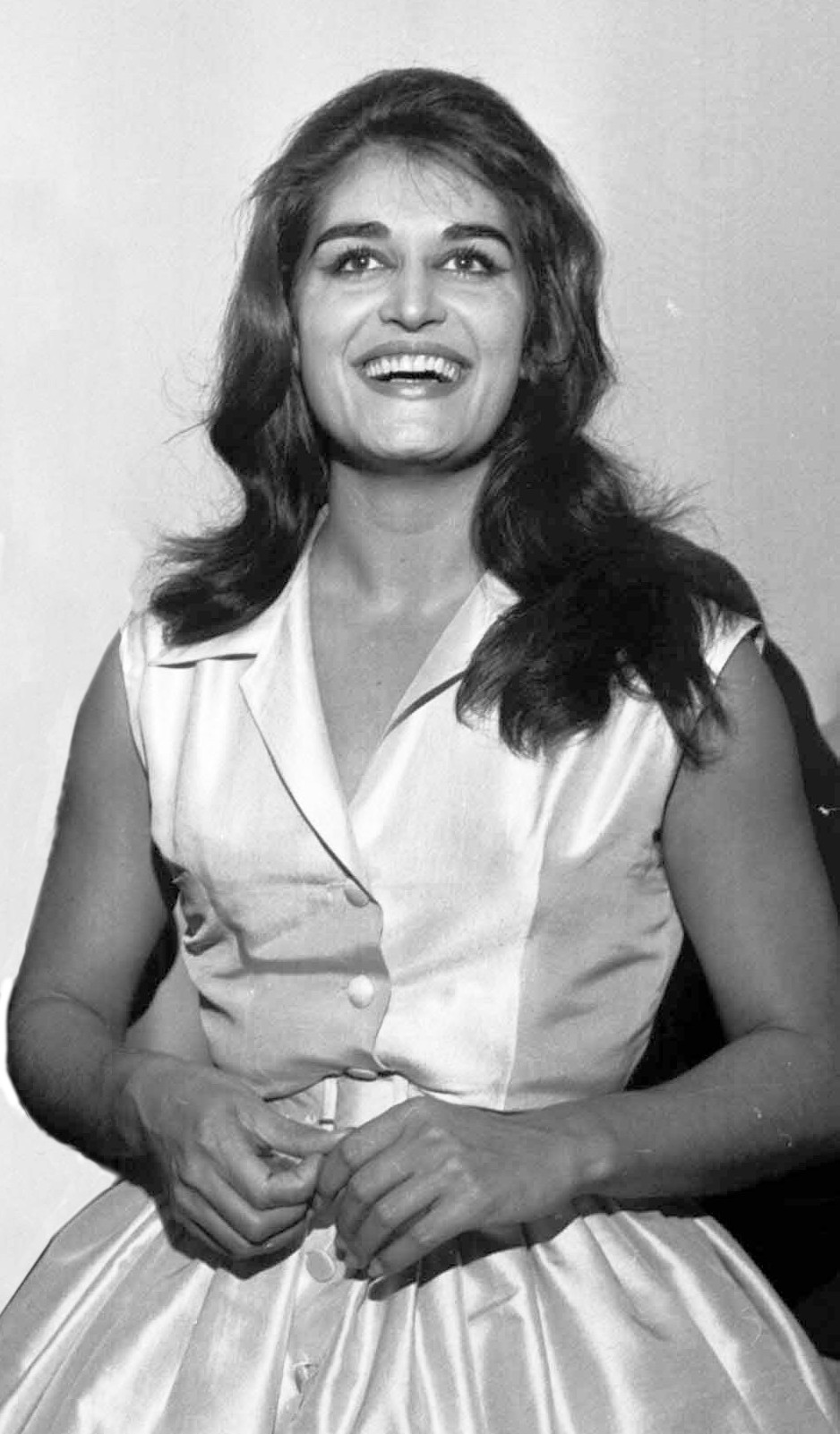
Dalida en 1960.

## Classements

### Version de Tony Dallara
| Classement (1960)        | Meilleure position |
| ------------------------ | ------------------ |
| Italie (Musica e Dischi) | 1                  |

| Classement (1960)        | Meilleure position |
| ------------------------ | ------------------ |
| Italie (Musica e Dischi) | 15                 |

### Version de Dalida
| Classement (1960)                       | Meilleure position |
| --------------------------------------- | ------------------ |
| Belgique (Flandre Ultratop 50 Singles)  | 10                 |
| Belgique (Wallonie Ultratop 50 Singles) | 1                  |
| France (SNEP)                           | 2                  |
| Espagne (GEFIIF)                        | 11                 |